# Wolica (Busko-Zdrój)
Pour les articles homonymes, voir Wolica.
Wolica est une localité polonaise de la gmina de Busko-Zdrój, située dans le powiat de Busko en voïvodie de Sainte-Croix.